# 신축이음매
신축이음매란 철로레일의 보통이음매부분을 비스듬이 사선으로 겹쳐놓는 것을 말한다.
신축이음매를 설치하는 이유는 철로레일의 이음매부분이 추운 겨울에 간격이 벌어져서 
기차바퀴가 지나갈 때 발생하는 물리적 충격과 소음을 완화시키고 차체 바퀴의 손상도 예방하기 위한 것이다.
신축이음매는 철도레일을 직각으로 썰지 않고 사선으로 길게 썰어서 서로 대각선으로 마주보게
연결시켜놓는데 이때 써는 방향은 옆으로 써는 방법과 위에서 아래로 써는 방식 두가지가 있다.
특히 고속철도에 흔히 사용되는 장대철도는 레일 한 본의 길이가 일반철도레일의 수십배에 
달하기 때문에 레일의 수축도 상대적으로 크기 때문에 일반적인 이음매방식을 사용할 수 없다.
신축이음매는 보다 좋은 승차감과 철도연변의 소음공해 감소등의 효과를 보장해준다.